# Evolute
Die Evolute einer ebenen Kurve ist

Die Evolute (rot) einer Kurve (Parabel, blau) ist der geometrische Ort aller Krümmungsmittelpunkte oder auch die Einhüllende ihrer Normalen

- die Bahn, auf der sich der Mittelpunkt des Krümmungskreises der Kurve bewegt, wenn dieser die gesamte Kurve durchläuft.

Oder auch:
- die Hüllkurve (Enveloppe) der Normalen der gegebenen Kurve.

Evoluten stehen in engem Zusammenhang mit den Evolventen einer gegebenen Kurve, denn es gilt: Eine Kurve ist die Evolute jeder ihrer Evolventen.

## Evolute einer parametrisierten Kurve
Beschreibt {\displaystyle {\vec {x}}={\vec {c}}(t),\;t\in [t_{1},t_{2}]} eine reguläre Kurve in der euklidischen Ebene, deren Krümmung nirgends 0 ist, und sind {\displaystyle \rho (t)} der Krümmungskreisradius und {\displaystyle {\vec {n}}(t)} die zum Krümmungsmittelpunkt weisende Einheitsnormale, so ist
- {\displaystyle {\vec {E}}(t)={\vec {c}}(t)+\rho (t){\vec {n}}(t)}

die Evolute der gegebenen Kurve.
Ist {\displaystyle {\vec {c}}(t)=(x(t),y(t))^{T}} und {\displaystyle {\vec {E}}=(X,Y)^{T}}, so ist
- {\displaystyle \displaystyle X(t)=x(t)-{\frac {y'(t)\cdot {\Big (}x'(t)^{2}+y'(t)^{2}{\Big )}}{x'(t)\cdot y''(t)-x''(t)\cdot y'(t)}}} und

{\displaystyle \displaystyle Y(t)=y(t)+{\frac {x'(t)\cdot {\Big (}x'(t)^{2}+y'(t)^{2}{\Big )}}{x'(t)\cdot y''(t)-x''(t)\cdot y'(t)}}}.

## Eigenschaften der Evolute

Evolute: Die Normale in P ist Tangente in M.

Um Eigenschaften einer regulären Kurve herzuleiten, ist es vorteilhaft, die Bogenlänge {\displaystyle s} der gegebenen Kurve als Parameter zu verwenden. Denn dann gilt (s. Frenetsche Formeln) {\displaystyle \;|{\vec {c}}'|=1\;} und {\displaystyle \;{\vec {n}}'=-{\vec {c}}'/\rho \;}. Daraus folgt für den Tangentenvektor der Evolute {\displaystyle \;{\vec {E}}={\vec {c}}+\rho {\vec {n}}\;}:
{\displaystyle {\vec {E}}'={\vec {c}}'+\rho '{\vec {n}}+\rho {\vec {n}}'=\rho '{\vec {n}}\;.}
Aus dieser Gleichung ergeben sich die folgenden Eigenschaften einer Evolute:
- Die Evolute ist in Punkten mit {\displaystyle \rho '=0} nicht regulär, d. h., sie hat in Punkten maximaler oder minimaler Krümmung Spitzen (s. Parabel, Ellipse, Nephroide).
- Die Normalen der gegebenen Kurve sind Tangenten der Evolute, d. h.: Die Evolute ist die Einhüllende der Normalen der gegebenen Kurve.
- In Abschnitten der gegebenen Kurve, in denen {\displaystyle \rho '>0} bzw. {\displaystyle \rho '<0} gilt, ist sie eine Evolvente ihrer Evolute. (Im Bild ist die blaue Parabel eine Evolvente der roten Neilschen Parabel.)

Beweis der letzten Eigenschaft:

In dem betrachteten Abschnitt sei {\displaystyle \rho '>0}. Eine Evolvente der Evolute lässt sich folgendermaßen beschreiben:
{\displaystyle {\vec {C}}_{0}={\vec {E}}-{\frac {{\vec {E}}'}{|{\vec {E}}'|}}\;{\Big (}\int _{0}^{s}|{\vec {E}}'(w)|\;\mathrm {d} w+l_{0}\;{\Big )}\;,}
wobei {\displaystyle l_{0}} eine Fadenverlängerung bedeutet (s. Evolvente).

Mit {\displaystyle {\vec {E}}={\vec {c}}+\rho {\vec {n}}\;,\;{\vec {E}}'=\rho '{\vec {n}}} und {\displaystyle \rho '>0} ergibt sich
{\displaystyle {\vec {C}}_{0}={\vec {c}}+\rho {\vec {n}}-{\vec {n}}\;{\Big (}\int _{0}^{s}\rho '(w)\;\mathrm {d} w\;+l_{0}{\Big )}={\vec {c}}+(\rho (0)-l_{0})\;{\vec {n}}\;.}
D. h., für die Fadenverlängerung {\displaystyle l_{0}=\rho (0)} erhält man die gegebene Kurve wieder.
- Parallele Kurven besitzen dieselbe Evolute.

Beweis: Eine zur gegebenen Kurve im Abstand {\displaystyle d} parallele Kurve besitzt die Parameterdarstellung {\displaystyle {\vec {c}}_{d}={\vec {c}}+d{\vec {n}}} und den Krümmungsradius (s. Parallelkurve) {\displaystyle \rho _{d}=\rho -d}. Die Evolute der Parallelkurve ist also {\displaystyle {\vec {E}}_{d}={\vec {c}}_{d}+\rho _{d}{\vec {n}}={\vec {c}}+d{\vec {n}}+(\rho -d){\vec {n}}={\vec {c}}+\rho {\vec {n}}={\vec {E}}\;.}

## Beispiele

### Evolute der Normalparabel
Die Normalparabel lässt sich durch die Parameterdarstellung {\displaystyle (t,t^{2})} beschreiben. Nach den obigen Formeln ergeben sich für die Evolute die folgenden Gleichungen:
{\displaystyle X=\cdots =-4t^{3}}
{\displaystyle Y=\cdots ={\frac {1}{2}}+3t^{2}}
Dies ist die Parameterdarstellung einer Neilschen Parabel.

Evolute (rot) einer Ellipse

Die Evolute der großen Nephroide (blau) ist die kleine Nephroide (rot)

### Evolute einer Ellipse
Für die Ellipse mit der Parameterdarstellung {\displaystyle (a\cos t,b\sin t)} ergibt sich:
{\displaystyle X=\cdots ={\frac {a^{2}-b^{2}}{a}}\cos ^{3}t}
{\displaystyle Y=\cdots ={\frac {b^{2}-a^{2}}{b}}\sin ^{3}t}
Diese Gleichungen beschreiben eine schiefe Astroide. Elimination von {\displaystyle t} liefert die implizite Darstellung
- {\displaystyle (aX)^{\tfrac {2}{3}}+(bY)^{\tfrac {2}{3}}=(a^{2}-b^{2})^{\tfrac {2}{3}}\ .}

## Evoluten bekannter Kurven
- Zu einer Astroide: wiederum eine Astroide (doppelt so groß)
- Zu einer Ellipse: eine schiefe Astroide
- Zu einer Kardioide: wiederum eine Kardioide (ein Drittel so groß)
- Zu einem Kreis: ein Punkt, nämlich dessen Mittelpunkt
- Zu einer Deltoide: wiederum eine Deltoide (dreimal so groß)
- Zu einer Zykloide: eine kongruente Zykloide
- Zu einer Epizykloide: eine vergrößerte Epizykloide
- Zu einer Hypozykloide: eine ähnliche Hypozykloide
- Zu einer logarithmischen Spirale: die gleiche logarithmische Spirale
- Zu einer Nephroide: wiederum eine Nephroide (halb so groß)
- Zu einer Parabel: eine Neilsche Parabel
- Zu einer Traktrix: eine Katenoide (Kettenlinie)